# Agréable
Agréable qualifie ce qui procure une sensation ou un sentiment positif (légère gaieté, bonheur ou encore de bien-être).
- Pour le philosophe Emmanuel Kant, l'agréable (Angenehm) est rattaché à la sensation : « Est agréable ce qui plaît aux sens dans la sensation »[1] Le philosophe rattache l'agréable à la satisfaction du plaisir. De même l'influence de l'agréable sur l'esprit est seulement quantitative (répétition et continuité des excitations sensibles), et non qualitative. « Ce qui est agréable ne cultive donc point, mais appartient à la simple jouissance. »